# Topografija Hrvatske
Topografija Hrvatske definirana je kroz tri glavna geomorfološka dijela zemlje. To su Panonski bazen, Dinarske Alpe i Jadranski bazen. 
Najveći dio Hrvatske čine nizine s nadmorskom visinom manjom od 200 metara (660 stopa), zabilježenom u 53,42% zemlje. Većina nizina nalazi se u sjevernim područjima zemlje, posebno u Slavoniji, koja je dio Panonske nizine. Ravnine su isprepletene strukturama horsta i grabena, za koje se vjeruje da poput otoka probijaju površinu Panonskog mora. 
Najveća koncentracija tla na relativno visokim visinama nalazi se u području Like i Gorskog kotara u Dinarskim Alpama, ali takva su područja u određenoj mjeri prisutna u svim regijama Hrvatske. Dinarske Alpe sadrže najvišu goru u Hrvatskoj - Dinaru od 1.831 metra, kao i sve druge planine u Hrvatskoj veće od 1.500 metara (4 900 stopa). Duljina kopnene obale Jadranskog mora je 1.777 kilometra, dok njezina 1.246 otoka i otočića obuhvaća daljnjih 4.058 kilometara (2.522 milje) obale - najrazvedenije obale na Sredozemlju. Krška topografija čini oko polovice Hrvatske, a posebno je istaknuta u Dinarskim Alpama, kao i u svim priobalnim područjima i na otocima.